# Terrell megye (Georgia)
Terrell megye az Amerikai Egyesült Államokban, azon belül Georgia államban található. Megyeszékhelye és legnagyobb városa Dawson. Lakosainak száma 9185 fő (2020. április 1.). Terrell megye Webster, Calhoun, Randolph, Sumter, Lee és Dougherty megyékkel határos.

## Népesség
A megye népességének változása:
| Lakosok száma | 9335 | 9213 | 9064 | 9022 | 9113 | 9185 |
|               | 2010 | 2011 | 2012 | 2013 | 2015 | 2020 |